# Deloholizem
Deloholizem je opredeljen kot obsedenost z delom, nagnjenost k pretiranemu delu ali delovno prisilo.

## Definicija
Pojem deloholizem je prisoten že 30 let, vendar še vedno ni dogovora glede splošno veljavne definicije. Skupno vsem definicijam je vložek v delo. Deloholiki s tem, ko delajo, prejmejo izpopolnitev, imajo notranjo potrebo po delu in si želijo čustvenega vzburjenja, ki ga dobijo s trdim delom. 

Pojem je nastal iz domneve, da prekomerno delo izvira iz prirojene »odvisnosti«, ki vključuje obsesivno-kompulzivna nagnjenja. Zaradi tega se raziskovalci strinjajo, da lahko ta pojem klasificirajo kot delovna odvisnost. Deloholiki dosežejo zadovoljstvo samo iz njihovega dela in zanemarjajo vse druge vidike svojega življenja. Notranje so motivirani za delo, v katerega se preveč vpletejo, saj bi lahko zaključili z njim mnogo prej. Kompulzivna potreba po delu se kaže skozi individualno zastavljene zahteve, nezmožnost reguliranja delovnih navad in pretiravanjem z delom do stopnje, ko so zanemarjene druge življenjske aktivnosti.

## Vzroki
Zakaj se pri posamezniku razvije deloholizem, je odvisno predvsem od njega samega in v manjši meri tudi od okolja. Pomembno je, kako človek dojema dogajanje okoli sebe in kakšen vpliv imajo ti na njega.

### Otroštvo deloholika
Odnos, ki ga imajo starši in otroci, je pomemben za otrokov razvoj. Zdravniki verjamejo, da je zasvojenost z delom posledica družinske disfunkcije v otroštvu in da to pripomore k nadaljevanju družinske disfunkcije pri odraslem. Še posebej so temu podvrženi ljudje, pri katerih so bile v otroštvu prisotne nenadne in skrajne spremembe okoliščin, kakovosti življenja in obnašanj. Med takšne situacije lahko uvrstimo ločitev staršev, kjer je otrok postavljen med oba starša, v določenih primerih se mora celo opredeljevati do zadev in je podvržen pritisku, da se postavi na eno stran; smrt enega od staršev, ki vpliva na spremembe enotnosti znotraj družine; dolgoročna brezposelnost, ki se kaže v veliki spremembi standarda; v preselitvi družine, s čimer je otrok iztrgan iz svojega okolja; zasvojenost staršev, ki vpliva na neskladje pričakovanih družinskih vlog in realnega stanja; shizofrenija ali druge duševne bolezni staršev, zaradi katerih se staršem hitro spreminja razpoloženje ali je le-to nenavadno, kar pa otrok težko razume; čustveni incest, kjer je eden od staršev fizično ali čustveno odsoten, otrok pa se počuti dolžnega in odgovornega drugemu staršu nuditi čustveno podporo.
Nekatere od značilnosti otrok, pri katerih je možnost, da se v odraslosti razvije deloholizem, so:
- več časa porabijo za šolske obveznosti kot za igranje
- imajo manj prijateljev in imajo raje družbo odraslih kot pa vrstnikov
- kažejo znake zdravstvenih problemov, ki so povezani s stresom (kronična utrujenost, glavobol ali bolečine v želodcu)
- prevzemajo obveznosti odraslih, kot so kuhanje, čiščenje ali ostalo z namenom, da so gospodinjska dela tekoče opravljena, ali pa skrbijo za mlajše brate ali sestre
- prizadevajo si za popolnost pri večini stvari, ki jih počnejo
- večino časa so resni in nosijo breme skrbi, ki so značilne za odrasle, na svojih ramenih
- malo časa posvetijo sprostitvi, igranju, sanjarjenju, zabavi in uživanju otroštva
- imajo sposobnosti vodje, tako v razredu kot na igrišču
- neprestano iščejo potrditev in odobravanje odraslih
- dokazujejo se z dosežki na področju izvenšolskih dejavnosti
- najmanjše napake, ki jih storijo, jih vznemirijo
- bolj jih zanima končni rezultat kot pot do njega
- vršijo pritisk nase
- počnejo več stvari hkrati
- težko prosijo za pomoč in jo težko sprejmejo

### Stres
V začetnih fazah razvoja deloholizma imajo pomembno vlogo zunanji in notranji stresorji. Vendar le-ti ne vplivajo na posameznikovo vsakodnevno delovanje. Čez čas pa v kombinaciji z individualnimi značilnostmi in dejavniki, ki so povezani z delom, vodijo do vse bolj pogostega in intenzivnega vedenja, v smeri deloholizma.

### Notranje prisile
Obstajajo štiri vrste psihodinamik ali patoloških prisil, ki ženejo posameznika v deloholizem:
- narcisistična
- globoko odvisna
- shizoidna
- anankastična psihodinamika

Pri posameznikih naj bi bile vse vrste prisil, medtem, ko naj bi ena od teh prevladovala.
- Narcisistična notranja prisila

»Če nisem najboljši, sem ničvreden«
Posamezniki imajo občutek da je njihovo delo neustrezno vrednoteno, da imajo premalo vpliva, zlasti nad odločanjem, in doživljajo časovne pritiske. Vse to v njih vzbuja neustrezne občutke, kot so jeza, zamera, cinizem, tesnobnost ter menjavanje depresivnih občutkov s (samo) agresijo, saj menijo, da jim pripada več kot imajo. Sebe opisujejo kot uspešne in izjemne ljudi, ki zmorejo vse.
Občutek imajo, da so dobri samo takrat, ko so pohvaljeni za dosežek, zato jih žene notranja prisila po doseganju perfektnih in izjemnih rezultatov. Strah jih je, da bodo zapuščeni, ker niso najboljši. Ker želijo ohranjati idealizirano samopodoba  več vlagajo v delo, kar pa jih utruja. Posledično so manj uspešni pri svojem delu, dobijo manj pohval, kar jim sproži občutek razvrednotenja, pred katerim se znova branijo z delom.
Vse to je posledica tega, da so jih starši čustveno sprejeli le, ko so z izjemnostjo nekega dosežka zadovoljili potrebe staršev, ob neuspehu pa so jih razvrednotili. Ravno temu pa se skušajo izogniti z delom in z dosežki.
- Globoko odvisna notranja prisila

»Če ne zadovoljim drugih, sem slab«
Posamezniki imajo občutek, da drugi ne opazijo koliko so naredili za njih, kar pa jim zbuja strah, anksioznost in depresivne občutke. Pojavijo se lahko tudi panični napadi in upad motivacije.
O sebi menijo, da so empatični , skrbni in altruistični , ter pričakujejo, da bodo drugi sprejemali odločitve namesto njih. Sebe nizko vrednotijo  in so prepričani, da morajo zadovoljiti ljudi okoli sebe.
Njihova storilnostna samopodoba izhaja iz prepričanja, da v primeru, ko so drugi zadovoljni zaradi njihovega dela, niso slabe osebe. To izhaja iz tega, da so kot otroci morali skrbeti za (čustvene) potrebe svojih staršev. Delavnost so starši na otroka prenesli ali kot vrednoto ali pa skozi svoja pričakovanja in zahteve.
- Shizoidna notranja prisila

»Brez dela ne znam živeti«
Posamezniki se pritožujejo nad pomanjkanjem samostojnosti, premajhnim nadzorom nad okoliščinami in neustrezno komunikacijo , kar povzroči izgubo zanimanja in anksioznost, saj imajo občutek da izgubljajo sebe.
Zase menijo, da so samostojni in odgovorni, od drugih ljudi pa pričakujejo da upoštevajo njihove krhke meje.
Starši, so imeli do jih zavračajoč, hladen in distanciran odnos in so z njimi komunicirali le skozi funkcionalno oskrbovanje, s čimer so pri posamezniku sprožili nastanek prepričanja, da delajo, ker brez dela ne obstajajo. V deloholizem bežijo, ker jim omogoča vzdrževati stik s svetom brez bližine in intimnosti. Bojijo se izolacije , zato se pretirano zaposlijo z delom , kar pa povzroči strah pred izgubo sebe. Temu sledi distanciranje in spet streh pred izolacijo, pa nov beg v delo.
- Anankastična notranja prisila

»Če ne naredim vsega, bodo drugi jezni name«
Posamezniku se zdi, da je preobremenjen in da ima majhen vpliv na okoliščine. Zdi se jim, da kljub pohvali njihovega dela napredujejo drugi, kar v njih povzroči jezo in razočaranje. Jezo potlačijo in jo usmerijo v še več dela. Krivdo, za to, da niso bili opaženi pa pripišejo samemu sebi, ker se niso dovolj potrudili (samoagresija).
Za sebe menijo, da so pridni, disciplinirani ter spoštujejo red. Pojavijo se jim psihosomatske težave in anksioznost zaradi agresije, ki jo potlačujejo.  Od drugih pa pričakujejo, da jih bodo nagradili za njihov trud. Imajo notranjo motivacijo, ki jih žene, da se še bolj trudijo. Storilnostno pogojena samopodoba pa temelji na tem, da delajo ker je delo  je najpomembnejša vrednota.
Starši so jim poudarjali, kako pomembni vrednoti sta pridnost in delo. Počitek je bil dovoljen šele, ko je bilo vso delo oz. učenje opravljeno.  Niso upoštevali otrokove individualnosti, bili so avtoritarni in avtokratski starši, ki so menili da je samostojnost neke vrste odpor.

Pri tem, da se razvije zasvojenost z delom sta pomembni tudi značilnosti osebe tipa A in obsesivno-kompulzivne poteze. Vedenjske značilnosti prvega so: tekmovalnost, stalna nujnost, nestrpnost, sovražnost in pretirana predanost delu. Vedenje drugega pa: vztrajnost, marljivost, svojeglavost, ambicioznost in samokontrola.

## Značilnosti
Ugotovili so 3 karakteristike, po katerih lahko prepoznamo deloholizem:
- Deloholiki posvetijo veliko časa delu (delajo tudi izven delovnega časa in vikende), njihovo delo pa je trdo
- Nasprotujejo prenehanju z delom, njihove misli pa so ves čas, tudi ko ne delajo usmerjene na njihovo delo (obsedenost z delom)
- Delajo več od tega, kar organizacija pričakuje od njih

Deloholiki imajo težave pri določanju meje, kdaj so utrujeni in izčrpani ter ne morejo več optimalno delovati. Da bi to storili, jim branijo notranje prisile, kot so občutki tesnobe, strahu, sramu in krivde. Zato cilj deloholizma ni občutek zadovoljstva ob delu ali ob (dobro) opravljenem delu in zaključek dela ne prinese razbremenitve, temveč le kratkotrajno zmanjšanje tesnobe in občutka krivde in nato nov cikel dela.. Posameznik želi ubežati tem občutkom in pričakuje, da se jih bo znebil, in ravno zato gre velikokrat preko svoje meje.
Za ugotavljanje nagnjenosti k deloholizmu se uporabljajo različni vprašalniki, kateri pa so sestavljeni iz vedenj, značilnih za zasvojenost z delom. Z vprašalniki ugotovimo pogostost pojavljanja teh vedenj. Primeri teh vedenj so: rajši vsako stvar naredim sam, kot da bi prosil za pomoč,; vedno se mi mudi in tekmujem s časom; postanem nemiren, ko moram čakati na koga ali ko kakšna stvar traja predolgo; podcenjujem pomen rojstnih dni, prijateljskih srečanj, obletnic in praznikov, pozabim na to; preživim več časa na delu kot v socialnih aktivnostih, ukvarjanju s hobiji in pri zabavi; težko se sprostim, če ne delam; nadaljujem z delom, ko moji sodelavci nehajo delati. Ocene pogostosti kažejo na nagnjenost k deloholizmu.

## Posledice
Deloholizem vpliva na različna področja človekovega delovanja, tako na individualnem, organizacijskem, družinskem in socialnem področju.
Posledice, ki jih povzroči deloholizem se kažejo v pojavu zdravstvenih simptomih (vpliva tako na fizično kot psihično ravnovesje), stresu in izgorelosti, družinskih konfliktih, v skupinskem delu v službi skupinskem delu v službi (posameznik je tekmovalen in si postavlja nerealne standarde), upadu delovne uspešnosti, težavah v komunikaciji , nižjem življenjskem zadovoljstvu ter manjšem zadovoljstvu med opravljanjem prostočasnih aktivnosti.
Deloholiki so nezmožni uravnavati in usklajevati delo ter zasebno življenje . Posledično se pojavijo slabši medosebni odnosi in zakonsko nezadovoljstvo.

## Zdravljenje
Pri zdravljenju se je potrebno najprej usmeriti na odstranitev vzrokov, ki povzročajo tesnobo in občutke krivde. Vzrok pa je v posameznikovi osebnosti, zato se je spremembe le- te potrebno lotiti s strokovno pomočjo, in sicer v psihoterapevtskem procesu.
Posameznik mora dati velik pomen sprostitvi in razbremenitvi. Pri tem je potrebno upoštevati tudi, da potrebuje dovolj počitka in spanja. Premisliti mora, kaj mu v življenju največ pomeni oz. preurediti prioritete, kakor tudi svoje obveznosti razdeliti na tiste, ki so pomembne in jih mora nujno opravljati in na tiste, ki so manj nujne.
Vključi se lahko tudi v preventivne izobraževalne programe oz. poišče pomoč poslovnega trenerja (eng. Coach). Ti programi so posamezniku v pomoč, da se nauči oblikovati strategije za ustrezno razporejanje obveznosti, ustrezno premagovanje stresnih situacij in nadomeščanje storilnosti z učinkovitostjo.
V primeru, da se znaki, ki se kažejo kljub vsem zgoraj naštetim ukrepom nadaljujejo ali pa se pojavijo dodatni, pa je potrebno poiskati pomoč pri strokovnjaku psihoterapevtu.

## Deloholizem v organizaciji
Deloholizem je lahko v organizaciji prisoten pri direktorju ali pri podrejenih. V primeru, da je direktor deloholik, svojim zaposlenim postavlja visoke zahteve in standarde in jih s tem celo ogrozi. Posledično lahko zaposleni začnejo pretirano izostajati od dela. Pogosto zahteva podobno vedenje kot ga ima on sam in je do drugih kritičen.  V primeru, da je deloholik eden izmed podrejenih, pa je naloga direktorja da ukrepa in mu pomaga.
Deloholik je slab in neučinkovit delavec, oslabljeni pa so tudi njegovi odnosi s sodelavci. Želijo narediti čim več, ker pa si ne znajo postaviti meje do katere lahko grejo, postanejo preobremenjeni, kar pa se kaže v njihovi učinkovitosti in produktivnosti. Delajo več napak, pretirano se posvečajo podrobnostim in ravno zaradi tega zamujajo z roki. Obremenjenost je značilnost deloholikov, ki pa je posledica tega, da svoje delo nočejo razdeliti še drugim, kajti menijo, da le sami lahko opravijo delo najbolj učinkovito. Tu se pojavi začaran krog, kajti imajo vedno več dela in posledično prihaja do preobremenjenosti, delo pa kljub trudu ni dobro opravljeno, kar se kaže v nezadovoljstvu z delom in kariero.
Ugotovljeno je bilo, da so deloholiki za svoje delo velikokrat nagrajeni s strani same organizacije. Vendar pa nadrejeni ne bi smeli nagrajevati vedenja, ki kažejo na deloholizem, temveč bi morali nagrajevati le posameznike, ki so produktivni in imajo uravnoteženo življenje.
Kaj lahko nadrejeni in strokovnjaki storijo za to, da zmanjšajo dejavnike, ki bi vplivali na razvoj deloholizma pri posamezniku:
- Potrebno je opaziti tiste zaposlene, ki kažejo nagnjenost za deloholizem (ugotavljanje njihove neučinkovitosti)
- Nadrejena oseba bi morala dajati zgled pri primernem ravnotežju med predanostjo delu in srečnim osebnim življenjem
- Postaviti bi morali realna pričakovanja
- Oceniti koliko je deloholizem že prisoten znotraj organizacije
- Zopet vzpostaviti delovne prioritete, postaviti delovne urnike, izpostaviti delovne norme , ki spodbujajo nadure in se o njih pogovoriti
- Vztrajati bi morali na premorih med delom
- Izvesti izobraževanje o področju zasvojenosti z delom in pokazateljih le tega, o organizaciji svojega časa
- Zaposlene bi morali opozarjati in seznaniti z nevarnostjo deloholizma
- Podpirati zaposlene, da raziskujejo svoje interese izven podjetja, se naučijo različnih strategij, ki zmanjšujejo stres. Nadrejeni bi morali zagotoviti, da zaposleni jemljejo dopust in da porabijo celotnega
- Med tem, ko je zaposleni na dopustu, bi morali naloge razporediti tako, da ob prihodu zaposlenemu zmanjšajo občutek preobremenjenosti
- Osnovati vrednote podjetja in kulture, ki poudarjajo pomembnost življenjskega ravnovesja
- Omejiti bi morali dostop do delovnega mesta oz. dela v popoldanskih in večernih urah in do službenih mailov ter odvračati zaposlene, da nosijo delo domov
- Spodbujanje vzpostavljanja družinskega ravnovesja in socialnih stikov med zaposlenimi
- Zmanjševanje perfekcionizem
- Dajejo možnost za individualno, skupinsko ali družinsko svetovanje

## Deloholizem in osebnost
V zadnjih letih je zanimanje za deloholizem močno porastlo. Raziskave na to temo so se predvsem osredotočale na družinski konflikt , ki ga deloholizem povzroči in na upad zadovoljstva z življenjem in/ali dela. Torej je bilo na to temo narejenih kar nekaj raziskav, medtem ko je manj znanega o osebnostnih spremenljivkah, ki so povezane z deloholizmom. 
Brez dvoma lahko rečemo, da imajo zunanje spodbude (npr. višja plača, napredovanje) in socialne zahteve, vpliv na delavce. Tukaj pa še obstaja možnost, da je deloholizem del posameznikove osebnosti. Predhodne raziskave so ugotovile, da obstajajo določeni osebnostni faktorji (npr. ekstravertnost in vestnost), ki doprinesejo k posameznikovi delovni uspešnosti. Barrick in Ryan  sta ugotovila, da je nevroticizem negativno povezan z delovnim zadovoljstvom in pozitivno povezan s perfekcionizmom. Poleg tega je bila ekstravertnost pozitivno povezana z delovnim zadovoljstvom, medtem ko je bil nevroticizem negativno povezan z zunanjimi uspehi v karieri. Nevroticizem pa je bil tudi povezan z nizko delovno izvedbo, nižjo plačo in manjšim številom napredovanj. Vestnost je bila povezana z usmerjenostjo k dosežkom in zunanjimi uspehi v karieri. Judge in sodelavci  so preverjali povezavo med velikimi petimi osebnostnimi lastnostmi in splošno mentalno zmožnostjo ter uspehom v karieri. Upoštevali so dva vidika uspeha v karieri: notranji (zadovoljstvo z delom) in zunanji (plača, status, ki ti ga prinese delovno mesto). Vestnost pozitivno napoveduje notranji in zunanji uspeh v karieri; nevroticizem negativno napoveduje zunanji uspeh; splošna mentalna zmožnost pa pozitivno napoveduje zunanji uspeh v karieri. Barrick in Mount  sta ugotovila, da je vestnost stalen in utemeljen napovednik delovne uspešnosti preko vseh poklicev. Nevroticizem in ekstravertnost pa sta napovednika izgorelosti. Posamezniki, ki dosegajo višje rezultate na lestvici splošne samoučinkovitosti, poročajo o večji predanosti svojemu delu in o večjem zadovoljstvu, ki jim ga njihovo delo prinaša. 
Burke, Matthiesen in Pallensen  so rekli, da je lahko deloholizem nižja osebnostna poteza, ki je z vidika hierarhične strukture, povezana z višjimi osebnostnimi faktorji. Poleg tega pa obstaja koristna podlaga v poteznih in osebnostnih teorijah, ko razlagamo deloholizem. Zato so Burke in sodelavci   v svoji študiji gledali odnos med generalizirano samoučinkovitostjo, velikimi petimi osebnostnimi lastnostmi (nevroticizem, odprtost, ekstravertnost, sprejemljivost in vestnost) in tremi dimenzijami deloholizma (delovna zagnanost, veselje pri delu in delovna vključenost). Dimenzije deloholizma so prevzeli od Spence in Robbinsonove  izpeljave treh dimenzij deloholizma: delovna vključenost, občutek zagnanosti za delo (zaradi notranjih pritiskov), in uživanje pri delu. Avtorja sta do teh dimenzij prišla na podlagi pregleda obširne literature o deloholizmu. Delovna vključenost označuje razsežnost do katere posameznik produktivno porabi svoj čas (znotraj in izven delovnega okolja) in je predan delu. Delovna zagnanost označuje posameznikovo notranjo motivacijo za delo. Uživanje pri delu pa označuje stopnjo užitka, ki ga delo prinese posamezniku. Deloholiki dosežejo visoke rezultate na dimenziji delovne vključenosti in zagnanosti za delo, medtem ko dosežejo nizke rezultate na dimenziji uživanja v delu.
V psihologiji je na področju raziskovanja osebnosti najpomembnejši model velikih pet faktorjev osebnosti. Nevroticizem je povezan z nestabilnostjo, nagnjenostjo k stresu, osebno negotovostjo in depresijo (pomanjkanje pozitivnega psihološkega prilagajanja in čustvene stabilnosti). Posamezniki, ki dosegajo višje rezultate na lestvici nevroticizma, so bolj nagnjeni k negativnemu razpoloženju in negativnim fizičnim simptomom, močneje so prizadeti s strani negativnih življenjskih dogodkov, in njihovo negativno razpoloženje traja dalj časa. Ekstravertnost je povezana z družabnostjo, dominantnostjo, prizadevnostjo in asertivnostjo. Ekstravertnost je pogosteje povezana s pozitivnimi čustvi, večjim številom prijateljev in zavzemanjem vodstvenih funkcij. Vestnost je pogosto povezana z delovno uspešnostjo. Povezana je tudi z vztrajnostjo, zanesljivostjo in organiziranostjo. Sprejemljivost je povezana s sodelovalnostjo, skrbjo in všečnostjo. Odprtost za izkušnje pa je povezana z intelektualnostjo, domišljijo in neprilagojenostjo.
Rezultati študije, ki so jo izvedli Burke, Matthiesen in Pallesen, so pokazali, da tisti posamezniki, ki so dosegli višje dosežke na lestvici ekstravertnosti in splošne samoučinkovitosti, so tudi dosegli višji dosežek na dimenziji delovne vključenosti. Tisti posamezniki, ki so dosegli višje dosežke na lestvici nevroticizma, višje dosežke na lestvici samoučinkovitosti, nižje dosežke na lestvici odprtost za izkušnje in višje dosežke na lestvici vestnosti, so tudi poročali o večjih občutkih zagnanosti za delo. Posamezniki, ki so dosegli višje dosežke na lestvici samoučinkovitosti in ekstravertnosti, pa so poročali o večjem uživanju pri delu. 
Burke in sodelavci  so bili prvi, ki so se lotili iskanja povezav med velikimi petimi osebnostnimi lastnostmi in deloholizmom, so pa tudi po koncu študije navedli nekaj pomanjkljivosti v zvezi z njihovim delom. Avtorji so v študijo vključili samo medicinske delavce, ki so delali v domu za nego starejših ljudi in zato so se na koncu vprašali, koliko so njihovi rezultati v resnici posplošljivi na ostale poklice. Iz tega razloga so avtorji pozvali druge raziskovalce, da njihovo študijo ponovijo. Tako so Aziz in Tronzo , leta 2011, to študijo ponovili, samo na ameriških tleh in ne na Norveškem in so v študijo vključili večji nabor različnih poklicev (npr. direktorji, umetniki itd.). Tudi njiju je zanimala povezava med 3 dimenzijami deloholizma (delovna vključenost, zagnanost za delo in uživanje pri delu) velikimi petimi osebnostnimi lastnostmi. Rezultati so pokazali, da obstaja pomembna povezava z vestnostjo, medtem ko rezultati niso potrdili ugotovitev Burke in drugih, da obstaja pomembna povezava z ekstravertnostjo. Razhajanje v rezultatih so razložili s tem, da so Burke in sodelavci  dobili udeležence v domu za nego starejših ljudi med medicinskimi delavci. Ti delavci so v stalnem stiku z ljudmi, zato je višje izražena ekstravertnost del njihovega dela. V tej raziskavi pa je bilo tudi vključenih veliko poklicev, ki so bolj izolirani, zato so introverti predstavljali višji nivo vključenosti. Poleg tega, če so ekstrovertirani posamezniki bolj družabni in imajo več prijateljev, je to lahko moteče in vodi do nižje delovne vključenosti. Rezultati so tudi pokazali, da so nevroticistični posamezniki bolj vključeni v delo. Ker taki posamezniki težje prenašajo stres in napetost, je lahko ta pritisk, da se vključijo v delo in dokončajo delovne naloge, gonilna sila za njihovo delovno vključenost. Odprtost za izkušnje ni povezana z delovno vključenostjo. Posamezniki, ki so odprti, so bolj radovedni, zaradi česar se bolj zanimajo za nove izkušnje in niso toliko zainteresirani za delo.
Raziskovalci so se ukvarjali tudi s povezavo med osebnostjo in zagnanostjo za delo. Skladno z ugotovitvami Burke idr., so rezultati potrdili, da je vestnost pozitivno povezana z zagnanostjo za delo. Vestni posamezniki so k dosežkom usmerjeni in vestnost je bila ugotovljena kot močan napovednik delovne uspešnosti. V nasprotju z ugotovitvami Burke idr., pa so rezultati pokazali, da odprtost za izkušnje vodi do večje zagnanosti za delo. To se zopet lahko poveže z različnimi poklici, ki so bili zajeti v obeh raziskavah. Poleg tega pa je bilo ugotovljeno, da imajo odprti posamezniki večjo domišljijo. Tako nekateri poklici zahtevajo razmišljanje »izven okvirjev« in spodbujajo iznajdljiv način mišljenja (npr. marketing, umetnost), kar pa lahko sproži delovno zagnanost. Sprejemljivost ni bila povezana z višjo zagnanostjo za delo, kar bi pričakovali, ker so taki posamezniki bolj sodelovalni in neprepirljivi ter bi se vključili v delo, ki ga sicer ne želijo narediti, samo zato, da se izognejo konfliktu. Ekstavertnost tudi ni bila pomembno povezana z zagnanostjo za delo. Ekstraverti so lahko bolj osredotočeni na socializiranje s sodelavci in niso toliko motivirani za dokončanje delovnih nalog. Nevroticizem ni bil pomembno povezan z zagnanostjo za delo. Tudi ta povezava je v nasprotju z ugotovitvami Burke idr., kjer so udeleženci delali v visoko stresnem okolju in možno je, da je nadaljevanje dela v takem okolju vzdrževalo ta nivo stresa. To je lahko razlog, zakaj je posameznikov nivo nevroticizma pomembno povezan z delovno zagnanostjo. V tej študiji, kjer delavci delajo na različnih delovnim mestih, pa je lahko ta povezava nepomembna, ker je dodaten distres ali neravnotežje lahko škodljiv za delo in lahko vodi do zmanjšanja delovne motivacije.
Raziskovanje povezave med osebnostjo in zadnjo dimenzijo deloholizma – uživanje pri delu je pokazalo, da bolj odprti posamezniki bolj uživajo pri delu. Odprti posamezniki so bolj navdušeni nad novimi izkušnjami in lahko celo vključijo delovne projekte v te izkušnje. Vestni posamezniki bolj uživajo pri delu. Glede na to, da je vestnost povezana z delovno uspešnostjo je velika verjetnost, da je delovno zadovoljstvo rezultat visoke delovne izvedbe. V nasprotju z ugotovitvami Burke idr., pa so rezultati pokazali, da ekstravertnost ni povezana z uživanjem pri delu. To je lahko odvisno od narave dela. Če je visoko ekstravertiran posameznik zaposlen na delovni poziciji, ki je zelo samostojna in ne omogoča druženja (npr. raziskovalni laboratorij), potem taki posamezniki ne uživajo v svojem delu oz. ne uživajo delati na tisti določeni delovni poziciji.
Tako študiji Burke idr. in Aziz in Tronzo  nakazujeta, da je deloholizem možno razložiti kot osebnostno potezo. 
Vse dosedanje študije pa niso odgovorile na vprašanje, kakšna je povezava med osebnostnimi značilnostmi in deloholizmom preko velikih pet faktorjev osebnostni? Zaradi tega je Clark, Lelchook in Taylorja  zanimalo, kako se narcisizem, perfekcionizem ter pozitivna in negativna afektivnost povezujejo z deloholizmom. Še vedno pa so v študiji preverili povezavo z velikimi petimi osebnostnimi lastnostmi in deloholizmom. Narcisistični posamezniki imajo grandiozen občutek lastne pomembnosti, pogosto se hvalijo in pretiravajo v njihovih dosežkih. Narcisistični posamezniki cenijo in stremijo k moči in lastni pomembnosti, to pa lahko vodi do obsedenosti z delom in uspehom pri delu ter obsedenostjo do te mere, da posamezniki iz svojega življenja izključijo vse ostale aktivnosti. Ampak, ker imajo narcisistični posamezniki zelo visoko mnenje o sebi, niso preobremenjeni s stalnim občutkom krivde, ki pa je pogosto močna gonilna sila deloholičnega vedenja. Veliko posameznikov pravi, da ima perfekcionizem tri dimenzije: visok standard – stopnja, do katere si posameznik zada visoka pričakovanja zase; neskladnost (razhajanje) – zaznana razdalja med lastnimi pričakovanji o dejavnosti (aktivnosti) in lastno oceno trenutne dejavnosti; in red – posameznikova preferenca po organiziranosti in redu.  Če ima posameznik visoke standarde, ga to lahko pripelje do tega, da gre preko določenih delovnih nalog. Če ima visoko neskladnost, lahko to v posamezniku povzroči hude občutke krivde, ki mu ne dajo mira, hkrati pa občuti tudi druge misli, ki so povezane z delom. Zaradi tega se lahko dimenzije perfekcionizma povezujejo z različnimi dimenzijami deloholizma.  Afektivni značaji so stabilni skozi čas in situacije in jih lahko klasificiramo v potezo pozitivnega afekta (PA) in potezo negativnega afekta (NA). PA je opisan kot splošna tendenca po tem, da je posameznik poln energije, navdušen in vesel, medtem ko je NA opisan kot tendenca po tem, da je posameznik nervozen, žalosten in jezen. Posamezniki z visoko stopnjo NA (čutijo več krivde in so bolj anksiozni) bolj pogosto razmišljajo in skrbijo o svoji službi, za razliko od posameznikov z visoko stopnjo PA, ki se je izkazal, da se pozitivno povezuje z delovnim zadovoljstvom in osebnimi dosežki. Taki posamezniki pa so bolj nagnjeni k temu, da bodo opravljali tudi vse ne-zahtevane delovne naloge. Zaradi tega sta PA in NA lahko drugače povezana z dimenzijami deloholizma.
Avtorji  so v študiji malo drugače definirali dimenzije deloholizma, kot so to storili avtorji  v predhodno omenjenih študijah. Tukaj so avtorji na podlagi WART (Work addiction risk test) določili sledeče tri dimenzije: polikronična kontrola – označuje posameznikovo preferenco po tem, da opravlja več nalog hkrati; nepotrpežljivost; in potreba (oz. prisila) po delu. Rezultati so pokazali, da se je nevroticizem pomembno povezoval s skupnim deloholizmom (skupni dosežek na WART testu), kot tudi dimenzijami nepotrpežljivost in potreba po delu. Odprtost pa se je pozitivno povezovala s polikronično kontrolo. Visoki standardi (ena izmed dimenzij perfekcionizma) se je pomembno povezovala s skupnim deloholizmom, medtem ko je dimenzija neskladnost pomemben napovednik v vseh modelih. NA se je pomembno povezoval s skupnim deloholizmom kot tudi z dimenzijama nestrpnost in potreba po delu. PA pa se je pomembno povezoval z dimenzijo polikronična kontrola. NA in narcisizem sta pozitivno povezana z deloholičnima dimenzijama nestrpnost in potreba po delu. PA in odprtost pa sta povezana samo s polikronično kontrolo. Slednji rezultati so zanimivi, še posebej, ker je ugotovljeno, da sta PA in odprtost povezana s številnimi pozitivnimi vidiki organizacijskega vedenja. Iz tega razloga trenutni rezultati nakazujejo, da mogoče res obstaja pozitivni vidik deloholizma. To je ena izmed prvih študij, ki je preverjala povezavo med narcisizmom in deloholizmom. Narcisizem je bil povezan s skupnim deloholizmom kot tudi z nepotrpežljivostjo in potrebo po delu. Visoka izraženost lastne pomembnosti in potreba po moči lahko vodita do tega, da se tak posameznik prekomerno osredotoči na svoje delo. Njihovo delo je področje, kjer lahko pokažejo njihove zmožnosti, za razliko od drugih življenjskih področij (npr. družina), kjer dosežki niso tako opazni. Poleg tega so njihovi rezultati pokazali, da je razhajanje med trenutno in pričakovano aktivnostjo, pomemben faktor v ozadju deloholičnega vedenja. Ključna ugotovitev te študije je to, da so narcisizem, neskladnost in visoki standard (dimenziji perfekcionizma), NA in PA pomembno pozitivno povezani z vsaj eno dimenzijo deloholizma preko velikih pet osebnostnih lastnosti. Rezultati tudi predlagajo, da ima deloholizem mogoče tako pozitivno kot tudi negativno komponento. 
Liang in Chu  sta se pri svojem delu opirala na definicijo o deloholizmu, ki so jo podali Ng in sodelavci : »Deloholični posamezniki so tisti, ki uživajo v procesu dela, so obsedeni z delom, in ki posvetijo dolge ure in osebnega časa delu«. Ng idr. pa so tudi predpostavljali, da ljudje postanejo deloholiki, ker posedujejo določen tip osebnosti, ker njihove socialne ali kulturne okoliščine lajšajo deloholizem in/ali, ker je njihovo deloholično vedenje vedno znova utrjevano. Tako so Liang in Chu  v svojem delu, na podlagi predhodnih ugotovitev, izpostavili 3 kategorije predhodnikov deloholizma – organizacijske spodbude, osebne spodbude in osebnostne lastnosti, ki so po njunem mnenju multidimenzionalne. Ng idr. so predpostavili, da k dosežkom usmerjene značilnosti (npr. osebnost tipa A, obsesivno-kompulzivna osebnost in potreba po dosežkih), lahko naredijo posameznika bolj dovzetnega za odvisnost od dela. Veliko avtorjev je bilo mnenja, da so deloholiki mentalno zaposleni z (ali obsedeni z) delom tudi takrat, ko ne delajo. Ti posamezniki prepoznajo, da je njihovo delo pretirano, vendar se kompulziji ne morejo upreti. Ravno to je povezano z značilnostmi obsesivno-kompulzivne osebnosti. Veliko število ur, ki jih posameznik na teden preživi za delo, povezano z visokim dosežkom na lestvici obsesivno-kompulzivne osebnostne lastnosti, lahko naredi posameznike, ki so deloholiki. K dosežkom usmerjene značilnosti so lahko povezane z deloholizmom, ker je delo po dolge ure na dan videno kot najbolj zanesljiv način za doseg pomembnih delovnih ciljev. Taki posamezniki preživijo velik del preudarnega časa na delovnih aktivnostih, nenehno razmišljajo o delu in delajo preko delodajalčevih in ekonomskih zahtev. Perfekcionisti so ponavadi zanesljivi in verodostojni, vzdržujejo visoke delovne standarde, sledijo navodilom, ne zahtevajo veliko nadzora in njihovo vedenje je predvidljivo. Visoko vestni posamezniki so (pozitivno) ocenjeni s strani drugih kot urejeni, odgovorni in zanesljivi. Izogibajo se težavam in dosegajo velike uspehe skozi natančno načrtovanje in vztrajnost. Vestnost se je pokazala kot najmočnejša in najbolj dosledna povezava z delovnim zadovoljstvom in delovno uspešnostjo.
Avtorji so pri raziskovanju povezave med deloholizmom in osebnostjo predvsem izhajali iz osebnostnih modelov. Osebnostni modeli imajo osnovo v mehanizmu približevanja in izogibanja. Približevanje se nanaša na naučeno motivacijo, katere cilj je doseganje nagrad. Višja občutljivost za nagrade pusti človeka bolj motiviranega za sledenje nagradam na splošno in tistim, ki jih doseže preko dela. Ravno zaradi tega pa naj bi bilo približevanje povezano z uživanjem pri delu. Izogibanje se nanaša na naučeno motivacijo za izogibanje nenaklonjenim izidom. Visoka občutljivost za nenaklonjene izide naredi osebo bolj motivirano za vključevanje v vedenja, ki jih zaznavajo kot vedenja, ki jim bodo pomagala pri lajšanju nevarnosti in so zato povezana z občutkom zagnanosti za delo. Med velikimi petimi je ekstarvertnost pogosto videna kot približevanje, nevroticizem pa kot izogibanje. Deloholizem naj bi tako imel dve dimenziji: uživanje pri delu in občutek zagnanosti za delo.
Jackson, Fung, Moore in Jackson  pa so v svoji raziskavi izhajali iz bioloških modelov osebnosti in se s tem raziskovanja povezave med deloholizmom in osebnostjo lotili malo drugače. Modeli, iz katerih so izhajali, so: Grayeva  izvirna teorija ojačitvene občutljivosti (o-RST; original reinforcement sensitivity theory)  ter Grayeva in McNaughtonova  popravljena teorija ojačitvene občutljivosti (r-RST; revised reinforcement sensitivity theory). Taki modeli imajo prednost pred osebnostnimi modeli, kot so velikih pet osebnostnih lastnosti, ker so biološki modeli postavljeni na teoriji in nam nudijo razlage za proces, preko katerega osebnost prispeva k vedenju. Poleg tega pa ti modeli opredelijo katere intervencije imajo lahko težave pri njihovem delovanju, saj so biološko pogojene osebnostne lastnosti lahko relativno odporne na spremembe.
Obe teoriji predpostavljata motivacijske sisteme, katere občutljivost določa posameznikovo osebnost. Vedenjski približevalni sistem (BAS) označuje nagnjenost k približevanju nagradam in je isti preko o-RST in r-RST. Zaradi tega so avtorji predpostavljali, da bosta tako o-BAS in r-BAS pozitivno povezana z uživanjem pri delu (za ljudi, ki sledijo nagradam je bolj verjetno, da bodo bolj trdo delali in s tem dobili ustrezne nagrade za utrditev njihovega vedenja). Avtorji so predpostavljali, da bo izogibalni sistem (občutljivost za nenaklonjene izide) povezan z zagnanostjo za delo, s tem, da je tukaj povezava malo bolj zapletena zaradi konceptualnih razlik med o-RST in r-RST. V o-RST je vedenjski inhibitorni sistem (BIS) sestavljen iz strahu in aksioznosti, v r-RST pa je r-BIS ponovno definiran in meri anksioznost neodvisno od strahu. V r-RST je strah merjen kot sistem boj/beg/otrpnitev (r-FFFS – fight/flight/freezing system). Boj je agresivna obramba na zelo bližnjo grožnjo, medtem ko se otrpnitev in beg pojavita v prisotnosti bolj oddaljene grožnje. r-BIS predstavlja anksioznost kot odziv na stopnjevani distres v situacijah, ki so negotove in kjer je prisotno socialno ocenjevanje s strani drugih. Dodatno je anksioznost povezana z omejeno pozornostjo na grožnjo, celo tako omejeno, da je lahko pričakovati pretiran odziv na navodila povezana z delom. Ta občutek zagnanosti za delo vključuje veliko negotovost in je delno del socialne sodbe. Kot rezultat je deloholizem po vsej verjetnosti povezan z anksioznostjo in je bolj verjetno izmerjen z r-BIS kot pa o-BIS.
Deloholizem pa že dolgo časa povezujejo z odvisnostjo. Esyenck  je predpostavljal obstoj »osebnosti odvisnika« in je identificiral psihoticizem (brezglavost, neupoštevanje zdrave pameti in neprimerno izražanje čustev) kot povezavo z odvisnostjo od drog. Tako pri deloholizmu in odvisnosti od psihoaktivnih snovi je oseba usmerjena v ciljno usmerjeno vedenje, kar pa vodi do obsesivnih in škodljivih posledic. V takem primeru je posameznik nezmožen inhibirati tako vedenje.
Jackson, Fung, Moore in Jackson  so študijo opravili v dveh delih. Prvi del študije so izvedli na delavcih, ki so zaposleni za polni delovni čas, za drugo študijo pa so se odločili zaradi povečanja posplošljivosti njihovih rezultatov in so jo izvedli na ravnateljih (ang. managers). Predpostavljali so, da sta ekstravertnost in BAS pozitivno povezana z uživanjem v delu (H1); nevroticizem in r-BIS pozitivno povezana za občutkom zagnanosti za delo (H2); odprtost pozitivno povezana z uživanjem v delu (H3); vestnost pozitivno povezana z obema dimenzijama deloholizma (H4); sprejemljivost negativno povezana z občutkom zagnanosti za delo (H5); in psihoticizem pozitivno povezan z deloholizmom (H6). Avtorji so prvo hipotezo postavili kot podporo perspektivi približevanja. r-BAS je bil v obeh študijah povezan z uživanjem v delu. Ljudje, ki imajo visok r-BAS imajo visoko izraženo orientacijo po nagradi, raziskovanje in radovednost. Ugotovili so, da je r-BAS dober osebnostni konstrukt za merjenje deloholizma, in da je osebnost pri ravnateljih manj povezana z uživanjem pri delu kot pa pri delavcih. Drugo hipotezo so postavili v podporo izogibalni perspektivi. Samo v prvi študiji (delavci) so našli povezavo med nevroticizmom, o-BIS in r-BIS z občutkom zagnanosti za delo, ne pa tudi pri ravnateljih. Tak odnos lahko razložimo kot nagnjenost nevroticističnih in anksioznih ljudi, da se počutijo obvezanega za delo v nižjih delovnih pozicijah, ne pa tudi v vodstvenih. V organizaciji so delavci na nižjih pozicijah pogosteje podvrženi strahu in anksioznosti zaradi delovnih zahtev, to pa posledično vodi do občutka zagnanosti za delo. Možno je, da ravnatelji zaradi svoje visoke pozicije v delovni organizaciji ne čutijo tako velike anksioznosti pri njihovem delu. Zaradi tega zagnanost za delo med ravnatelji lahko postane bolj funkcija drugih faktorjev, kot so kompulzivna osebnost. Zanimivo pa je, da so našli dokaze, da je pri ravnateljih približevanje povezano z zagnanostjo za delo. To lahko pomeni, da so ti posamezniki zagnani za delo zato, da dosežejo visoke stopnje nagrad, medtem ko nižje zaposleni trdo delajo zato, da se izognejo kazni. V obeh študijah avtorji niso našli dokazov, ki bi podprli tretjo (odprtost je pozitivno povezana z uživanjem v delu) in peto (sprejemljivost je negativno povezana z občutkom zagnanosti za delo) hipotezo. Vestnost je bila povezana z zagnanostjo za delo, kar pa so tudi potrdile druge raziskave. Glede na to, da vestnost pomeni, da je posameznik dobro organiziran in odgovoren, ni presenečenja, da obstaja majhna povezava med to osebnostno dimenzijo in deloholizmom. Ko so preverjali povezavo med psihoticizmom in deloholizmom, so v prvi študiji prišli do negativne povezave in do ničelne povezave v drugi študiji. To pomeni, da deloholizem ne aktivira nagrajevalnega sistema (ang. addicitive pleasure system), ki pa je povezan z drugimi oblikami zasvojenosti (npr. od drog). Rezultati tudi niso pokazali, da bi bil strah povezan z deloholizmom, kar pa avtorje ni presenetilo.
To se pravi, da so se avtorji v svoji študiji predvsem osredotočili na sistem približevanja in izogibanja ter zasvojenost. Kot podpora perspektivi približevanja (H1), so različni združeni modeli osebnosti kazali, da je r-BAS povezan z uživanjem v delu, v obeh študijah. Ljudje z visokim r-BAS so visoko usmerjeni na nagrade, raziskovanje in radovednost, zato avtorji niso presenečeni glede te povezave. Medtem, ko so bile druge lestvice približevanja (ekstravertnost, o-odziv na nagrade) povezane z uživanjem pri delavcih (študija 1), take povezave ni bilo med ravnatelji (študija 2). Tako lahko zaključimo, da je r-BAS dober konstrukt osebnosti za merjenje deloholizma, in da je osebnost manj povezana z uživanjem pri delu med ravnatelji kot pa med delavci. Kot podpora perspektivi izogibanja so avtorji našli povezavo med nevroticizmom, o-BIS in r-BIS ter občutkom zagnanosti za delo, ampak samo med delavci (študija 1) in ne tudi ravnatelji (študija 2). V organizaciji so posamezniki, zaposleni na nižjih delovnih mestih, pogosto podvrženi strahu in anksioznosti zaradi zahtev njihovega dela in to lahko pogosto vodi do občutka zagnanosti za delo. Ravnatelji pa lahko zaradi zasedanja visokega mesta v organizaciji tega občutka zagnanosti za delo ne doživijo ali pa je le – ta funkcija drugih faktorjev, kot je npr. kompulzivna osebnosti. So pa avtorji pri ravnateljih našli povezavo med približevanjem in zagnanostjo za delo. To pomeni, da so višje zaposleni na delovnem mestu bolj zagnani za delo zato, da dosežejo visoke ravni nagrad, medtem ko nižje zaposleni delajo zato, da se izognejo kazni. V prvi študiji se je vestnost povezovala z zagnanostjo za delo (H4). Ta povezava ni presenetljiva, saj je vestnost povezana s tem, da je posameznik dobro organiziran. Rezultati pa niso podali nobenih dokazov, ki bi podpirali H3 in H5. Avtorje je na koncu zanimala še možna povezava med zasvojeno osebnostjo in deloholizmom. Rezultati te povezave niso mogli potrditi. To pomeni, da deloholizem na aktivira sistema, ki pri zasvojenosti povzroča užitek, kakor je to moč odkriti pri drugih odvisnostih kot je npr. zasvojenost od drog. Taka ugotovitev postavi pod vprašaj interpretacijo deloholizma kot eno izmed oblik zasvojenosti. Rezultati pa tudi niso pokazali povezav med strahom in deloholizmom. Avtorji menijo, da taki rezultati kažejo, da sta tako r-BAS kot tudi r-BIS povezana z deloholizmom, in da je zato bolje uporabljati r-RST kot o-RST. r-RST naj bi bolj natančno razlikoval anksioznost (ki je pogosto povezana z deloholizmom) od strahu (ki pa pogosto ni povezan z deloholizmom). Poleg tega sta v prvi študiji bila r-BIS in r-BAS povezana z deloholizmom, medtem ko je v drugi študiji bil samo r-BAS. Uporaba drugih modelov osebnosti (poleg velikih pet) je tudi lahko zelo uporabna tehnika, saj pri ravnateljih ni prišlo do povezave med velikimi petimi osebnostnimi lastnostmi in deloholizmom (študija 2).

## Deloholizem in družina
Konstrukt deloholizma je opredeljen kot simptom disfunkcionalnega družinskega sistema. Po tem konceptu so vedenja odvisnosti intergeneracijska in se prenašajo na naslednje generacije preko družinske dinamike. Tako lahko, preko delovanja družine – pravil, prepričanj in vedenjskih vzorcev, vedenja odvisnosti kot sta deloholizem ali alkoholizem postanejo del intergeneracijskega kroga.
S testom delovne odvisnosti (Work Addiction Risk Test; WART)  so potrdili, da je deloholizem pomembno povezan z družinskim funkcioniranjem – višje je bilo tveganje za odvisnost od dela na testu, višja je bila stopnja zaznane disfunkcionalnosti v družini. Visok deloholizem je povezan z manj učinkovitim reševanjem problemov, manj komunikacije med družinskimi člani, nedoločenimi družinskimi vlogami, manj čustvenimi odzivi, manj čustvene vključenosti in nižjim splošnim funkcioniranjem v družini. Posamezniki z visokim tveganjem za deloholizem so večkrat poročali o težavah v komunikaciji in izmenjavi informacij med družinskimi člani kot tisti s srednjim in nizkim tveganjem za deloholizem. Poročali so tudi, da njihove družine manj pogosto izražajo čustva ter so manj zainteresirani za težave drugih članov družine.
Klinična poročila predpostavljajo, da je zaradi strukturalnih in dinamičnih lastnosti družin deloholikov, vsak član družine podvržen deloholizmu in lahko razvije vrsto duševnih težav.
Struktura deloholične družine izgleda tako, da partnerji in otroci postanejo podaljški dela, kariere in deloholičnega ega ter so oblikovani okoli interesov in vrednot deloholikov, kar vodi v družinski konflikt. Ker deloholiki težijo k egocentričnosti in zatopljenosti vase, rabijo obilico pozornosti in želijo, da se družina prilagaja njihovim željam. Urnik deloholika kot tudi njegovo razpoloženje in potrebe ponavadi določajo družinski urnik, razpoloženje in aktivnosti v družini.

### Partnerski odnosi
Deloholiki namenijo delu veliko več časa kot partnerju, obenem pa imajo višja pričakovanja za partnersko zadovoljstvo od povprečja. Njihov značilen stil vedenja v partnerskih nesporazumih je izogibanje ali uporaba pasivno-agresivnih vedenj kot sta tišina ali kujanje mule. Raziskovalci so ugotovili, da so deloholiki bolj usmerjeni na obvladovanje svojih čustev kot na izražanje čustev. To so preverjali z Myers-Briggs indikatorjem tipov, na katerem so deloholiki dosegali pomembno višje rezultate na lestvici razmišljanja kot na lestvici čustvovanja v primerjavi z nedeloholiki.
Več sto poročil o deloholikih in njihovih partnerjih prikazuje vzorec ločitev in krhkih socialnih odnosov. Partnerji deloholikov se namreč počutijo izolirane in imajo nizko samopodobo. Žene deloholikov so poročale o statistično značilno večji odtujenosti in manj pozitivnih čustvih do moža ter o višjem zunanjem lokusu kontrole kot žene nedeloholikov. Žene in otroci deloholikov poročajo tudi o občutjih osamljenosti, neljubljenosti, izolacije, počutijo se emocionalno in fizično zapuščene. Ta občutja izhajajo iz dejstva, da so deloholiki za svoje prekomerno delo v današnji družbi ponavadi pohvaljeni in nagrajeni, zato njihovi partnerji pod vprašaj postavijo svoje percepcije in čustva.
Deloholiki so pogosto tudi ob fizični prisotnosti emocionalno nedosegljivi in odtujeni od svoje družine.  V progresivnih fazah odvisnosti ne tolerirajo partnerjevih opazk o njihovih delovnih navadah. Lahko postanejo agresivni ali pa se vedejo pasivno-agresivno. Lahko tudi prekrivajo svoje delo, da se izognejo kritikam in soočenju s partnerjem, kot npr. alkoholiki skrivajo svojo pijačo.  Deloholiki tako lahko skrivajo svoje dokumente v kovčkih in se pretvarjajo, da spijo, medtem ko gre žena po nakupih, ali pa povedo da grejo v fitnes, v resnici pa se odpravijo v službo delat. Bolj se partner deloholika trudi, da bi si ta vzel prost dan ali dopust, tem bolj se deloholik počuti ogroženega in se upira. Deloholiki razumejo partnerjeve pritiske kot spodkopavanje njihove kontrole. Izzivanje njihovega kompulzivnega vedenja pogosto rezultira v obrambni reakciji, s katero deloholik racionalizira delo v smislu skrbi za boljše življenje in prihodnost družine.

### Otroštvo v deloholični družini
Deloholiki so psihološko nedostopni svojim otrokom in ponavadi ne sprejmejo aktivne vloge pri vzgoji svojih otrok. Ko pa prevzamejo aktivno vlogo, pa je to pogosto le zato, da preverijo, ali otroci dosegajo njihove perfekcionistične standarde. Pričakovanja staršev deloholikov so pogosto nedosegljiva, zato njihovi otroci ponotranjijo svoj neuspeh kot dejstvo, da so nesposobni in nezadostni. Iz anekdotskih zapisov ugotavljajo, da veliko otrok deloholikov sledi poti svojih staršev – postanejo usmerjeni na druge in iščejo potrditve pri drugih, da so zadostijo njihovim pričakovanjem. Avtor Pientropinto  je predpostavil, da so otroci deloholikov naučeni, da je ljubezen njihovih staršev pogojena s tem, kako dobro opravijo svoje naloge in izpolnijo njihove zahteve.
Odrasli otroci deloholikov v primerjavi z odraslimi otroci nedeloholikov so bolj nagnjeni k depresiji in zunanjemu lokusu kontrole. Prav tako so odrasli otroci očetov, zasvojenih z delom, bolj anksiozni kot tisti z nedeloholičnimi očeti. Z navedenimi ugotovitvami so raziskovalci pokazali, da zasvojenost z delom negativno vpliva na otroke, podobno kot tudi alkoholizem, ter pušča posledice tudi v odraslosti.
Oates  je opredelil štiri simptome deloholizma, o katerih so poročali otroci deloholikov:
1. preokupacija,
2. hitenje/naglica,
3. razdražljivost,
4. depresivnost.
Družinska okolja, v katerih imajo starši visoka pričakovanja od svojih otrok, ali da vedno primerjajo svoje otroke z drugimi, vodijo do razvoja Tipa A vedenj kot so tekmovalnost, agresivnost, sovražnost, slaba samopodoba in nizka zaznana kontrola.